# Краматорский художественный музей
Краматорский художественный музей — художественный музей в городе Краматорске Донецкой области; городской культурно-эстетический центр.

## История музея
Краматорский художественный музей был основан в 1967 году на базе открытой в 1959 году народной картинной галереи. Фонды народной картинной галереи формировали энтузиасты во главе с членом Союза художников СССР И. И. Пархоменко. С приобретением официального статуса (1967 год) фонды музея пополнились уникальной коллекцией живописи и графики XVIII—XIX веков, переданной из Государственного Эрмитажа, Государственного русского музея, Государственного музея изобразительных искусств им. А. Пушкина.
Сначала художественный музей в Краматорске работал как филиал Донецкого областного художественного музея.

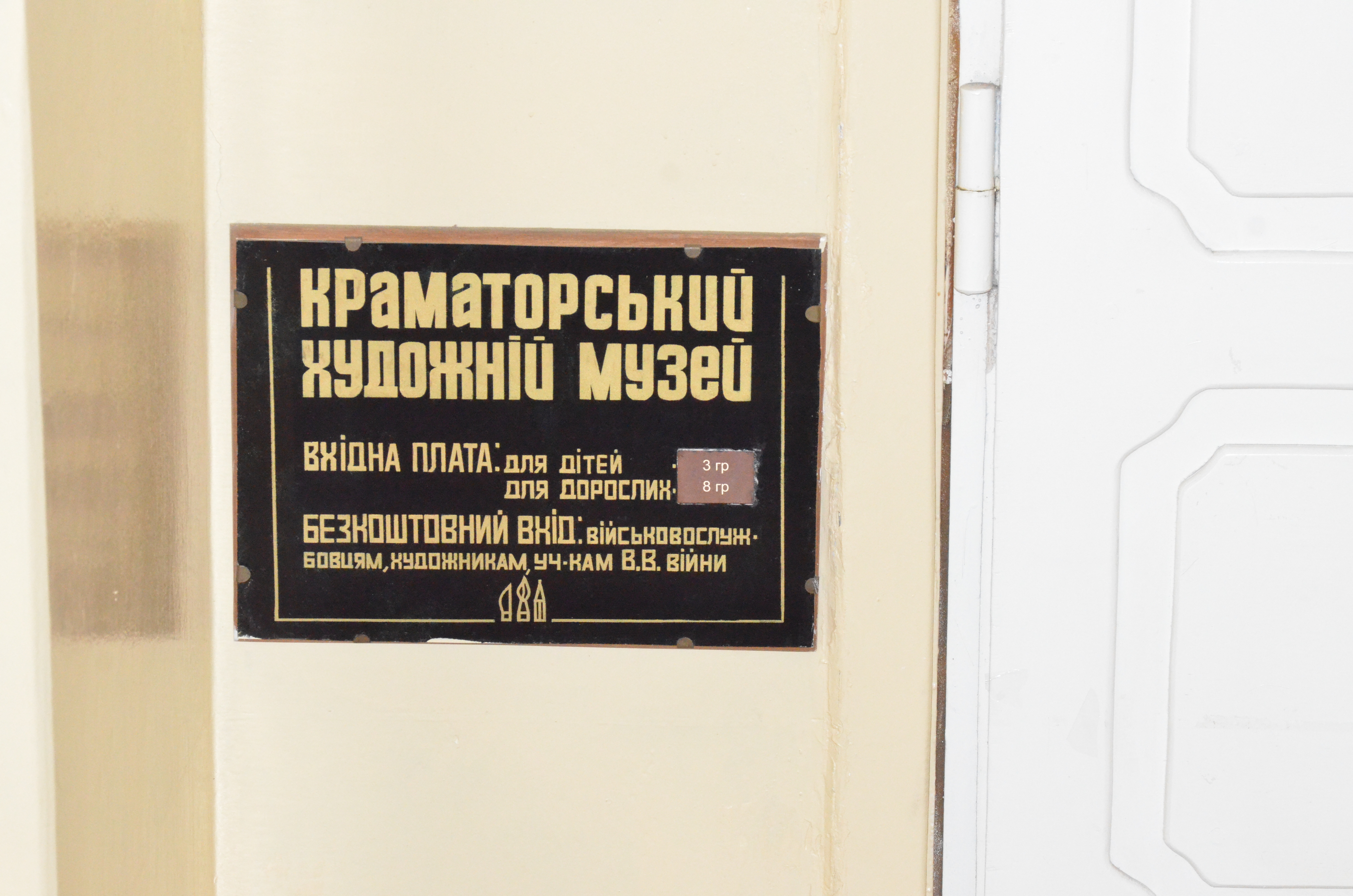
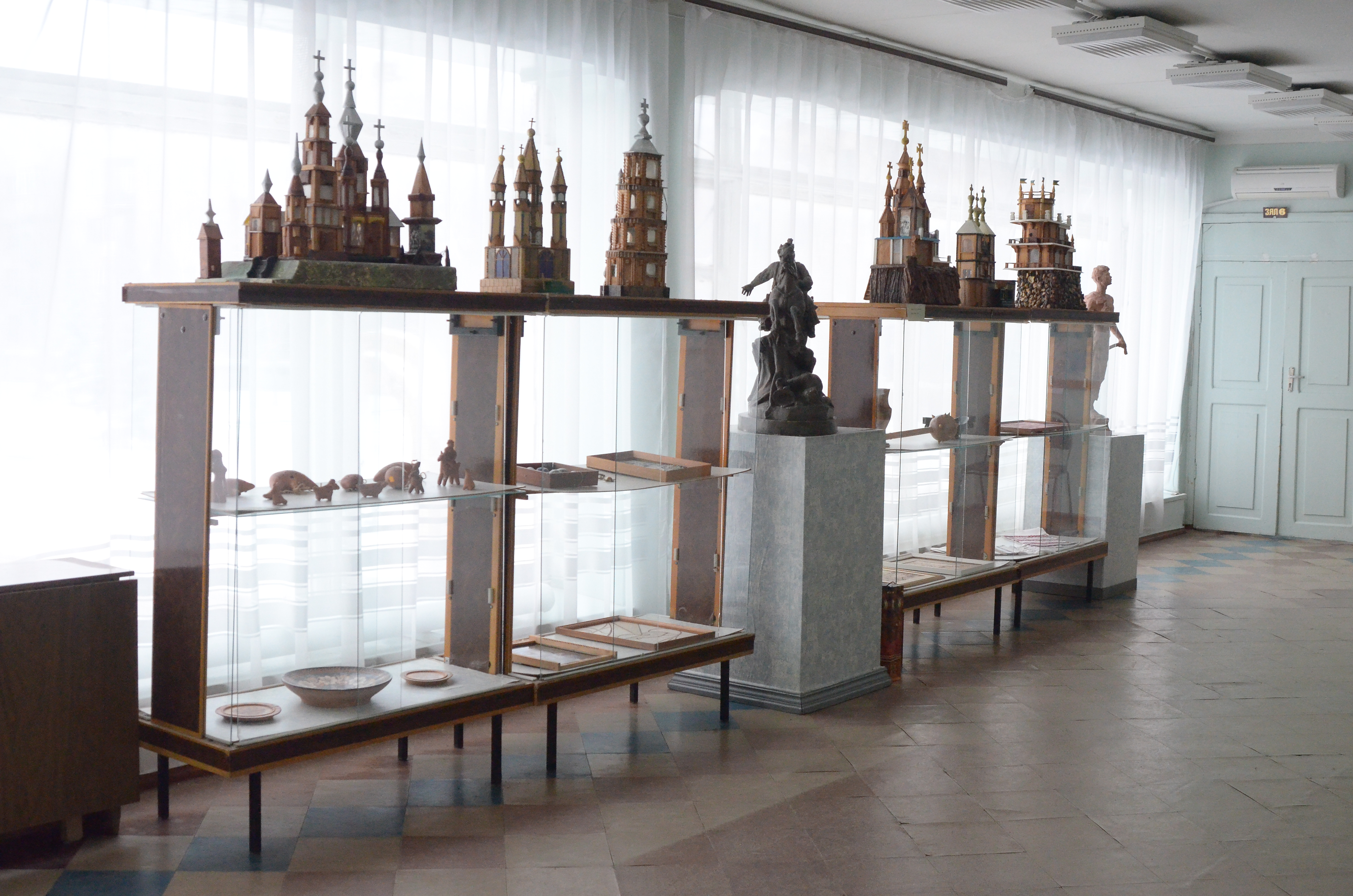
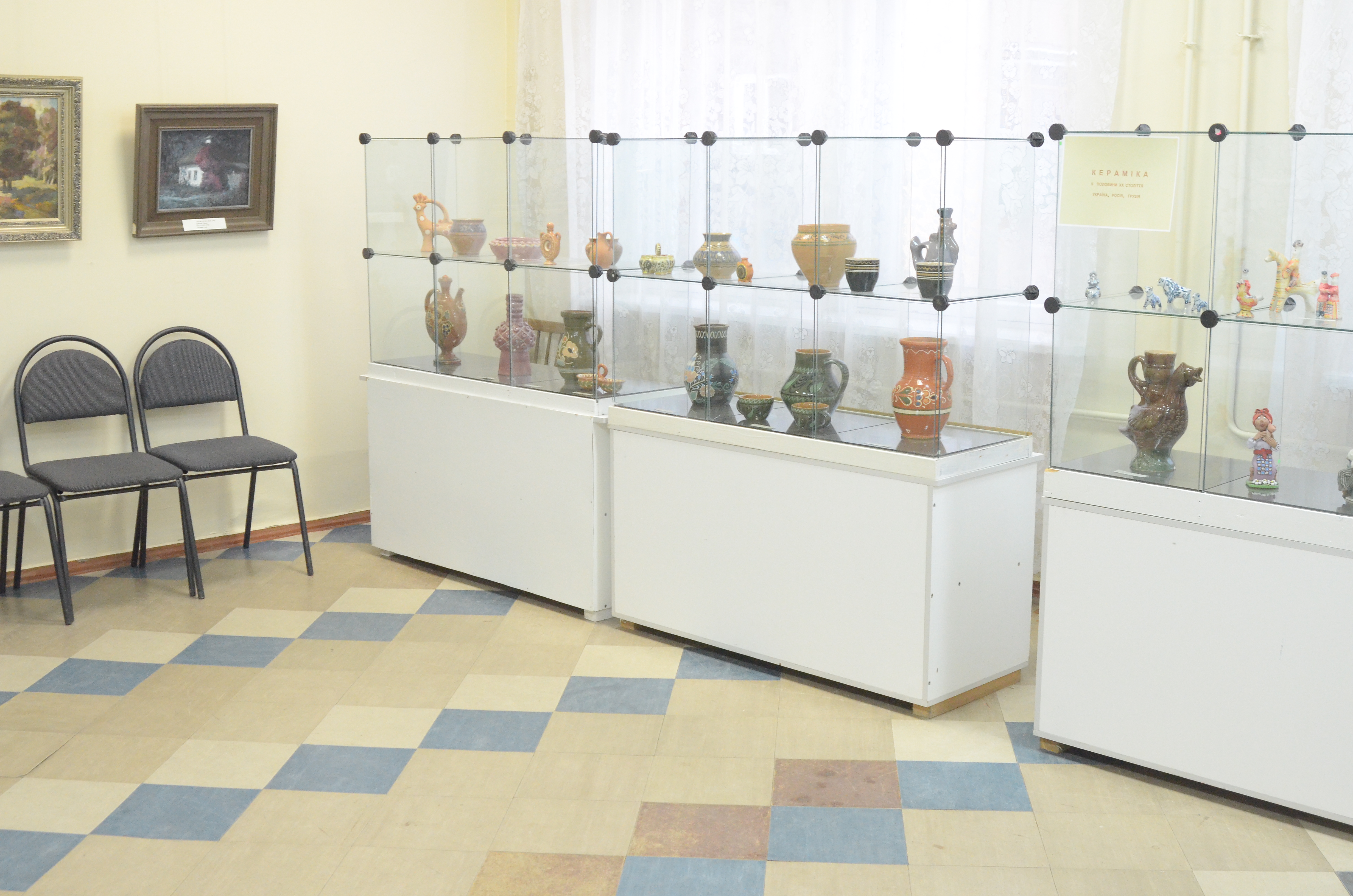

## Фонды и экспозиция
В настоящее время фонды музея насчитывают более 1700 произведений живописи, графики, скульптуры, декоративно-прикладного искусства основного фонда.
В музее хранятся полотна известных украинских художников: Н. П. Глущенко, С. И. Шолтеса, Е. Р. Кондратовича, И. Ф. Манайла, А.А. Шепы, М. Г. Дерегуса, Т. Н. Яблонской, В.И. Гурина, В.Ф. Сидорука, которые были написаны в середине XX века.
Украинское искусство 1960-80-х годов представляют М. П. Глущенко, К. Д. Трохименко, Т. М. Яблонская, В. И. Гурин, С. Л. Кошевой и другие.
Русская живопись представлена работами известных мастеров: Н. А. Лаврова, В. Д. Поленова, П. И. Петровичева. Графические работы русских мастеров включают произведения А. Ф. Зубова, Г. А. Качалова, И. А. Соколова, В. А. Серова и других.
Основное пополнение фондов Краматорского художественного музея в последние годы составляют произведения, переданные в дар  художниками — членами Национального союза художников Украины И. И. Базилевским, В. А. Кононенко, П. Ф. Шаповаловым, Т. А. Шумской, В. В. Гутырей, художниками В. В. Сербиным, Г. А. Мальковым, Р. А. Бахом и другими.
Работниками музея также был сформирован фонд декоративно-прикладного искусства, представленный работами Народных мастеров Украины К. А. Бобровой, Л. В. Шаповаловой, А. Н. Кузьминой, И. П. Епишиной, В. В. Скумена, Р. Б. Слеповой, Е.В.Подмогильной.
Ежегодно в Краматорском художественном музее экспонируется около 30 выставок, которые посещают порядка 27-30 тысяч человек.

## Время работы
Понедельник - пятница: 9:00 - 17:00
Суббота: 10:00 - 16:00
Выходной: Воскресенье